# 로만 콘드라첸코

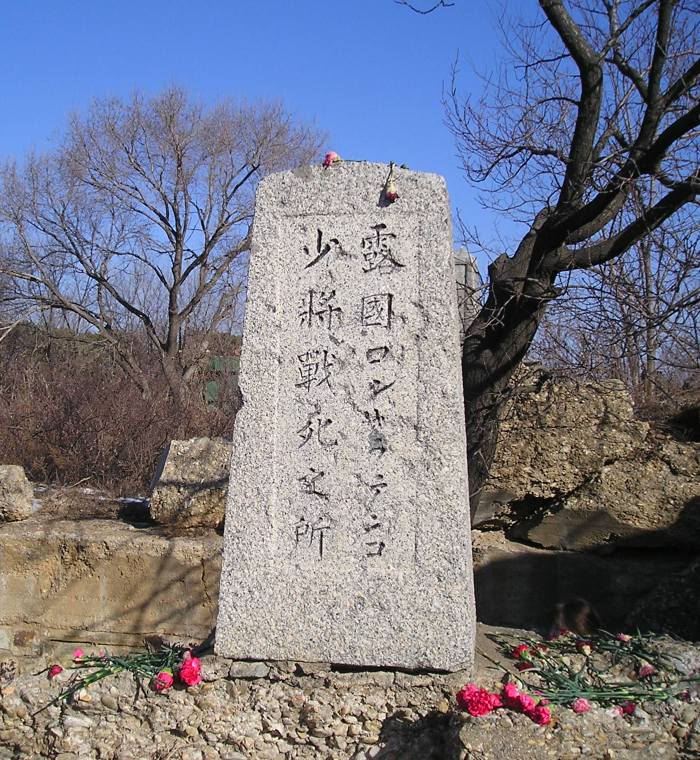
콘드라첸코 기념비

로만 이시도로비치 콘드라첸코(러시아어: Роман Исидорович Кондратенко; 우크라이나어: Роман Ісидорович Кондратенко)는 우크라이나인이며, 러일 전쟁때 활약한 제정 러시아의 군인이었다.
그는 조지아의 티플리스에서 태어났으며, 10남매 중 막내였다. 그는 폴로츠크의 군사 학교에 입학, 1877년에 상트페테르부르크에 있는 니콜라예프 공병 학교로 편입하였다. 그 후 소위로 승진하였고 캅카스 제1 공병대대의 공병대원으로 일했다. 1879년, 공병 학교에서 심화 과정을 배웠으며, 1884년에는 참모 학교에서 수학하였다. 그 후 그는 차례차례 승진하였고, 1901년에는 육군 소장으로 승진하였다.
그는 1903년 제 7동시베리아 보병여단장이 되었고, 압록강 수비를 책임졌다. 그는 압록강을 요새화하는 데 힘썼다. 그 공로로 그 해에 최고 훈장을 수여받았다. 러일 전쟁 당시 203 고지에서 일본군의 공습을 저지하였으나, 장기전이 되면서 러시아군은 이를 더 이상 버틸 수 없었다.
결국 일본군이 엄청난 희생을 내면서 점령하였다. 일본군이 점령한 지 며칠 지난 12월 15일, 그의 여단은 결국 패배하였고 그 역시 병사와 장교들과 함께 전사하였다. 전사한 지 18일 후, 아나톨리 스테셀 장군이 일본군에게 항복하면서 콘드라첸코의 업적도 휴지조각이 되었다.
그의 시신은 1905년 상트페테르부르크의 알렉산드르 넵스키 수도원에 안치되었다. 한편, 일본군은 압록강 요새를 점령하고 나서 콘드라첸코 장군의 죽음을 기념하는 비석을 세웠다. 콘드라첸코는 종전 후, 육군 중장으로 추서되었다.